# Isabell Herlovsen
Isabell Herlovsen (Mönchengladbach, 23 juni 1988) is een Noors voormalig voetbalspeelster. Ze kwam als aanvaller uit voor Vålerenga, Kolbotn en Olympique Lyon. Daarnaast kwam Herlovsen sinds haar zestiende uit voor het Noorse voetbalelftal. Ze was de jongste speelster op het EK 2005 en werd op 9 juni 2005 de jongste doelpuntenmaakster ooit op een EK vrouwen door de eindstand op 1-1 te bepalen in een groepswedstrijd tegen Frankrijk. Herlovsen is tevens Noors topscoorster aller tijden.

## Clubcarrière
Herlovsen werd geboren als de dochter van Noors voetballer Kai Erik Herlovsen in Mönchengladbach, Duitsland, tijdens zijn tijd als speler bij Borussia Mönchengladbach. Na zijn periode bij de club verhuisde het gezin naar Fredrikstad. Herlovsen was ook actief als golfster, maar besloot te gaan voor een voetbalcarrière. Ze begon met voetballen bij Kolbotn IL. In 2004 maakte Herlovsen op vijftienjarige leeftijd haar debuut voor de club en was ze voor vijf seizoenen actief waarin ze tweemaal kampioen werd in 2005 en 2006 en de Noorse beker won in 2007. Na haar deelname aan het EK 2005 wekte Herlovsen de interesse van de Engelse club Arsenal WFC. Onderhandelingen over een overgang startten, maar een overeenkomst werd niet bereikt. Hierna kwam Herlovsen in actie tijdens de Noorse bekerfinale en wist ze met een doelpunt haar ploeg naar de bekeroverwinning te helpen. Uit handen van de Noorse koning Harald V ontvingen Herlovsen en haar ploeggenoten de kampioenschapsmedailles.
Op 28 oktober 2009 maakten Herlovsen en Kolbotn bekend dat Herlovsen en ploeggenote Christine Colombo Nilsen de overstap maakten naar het Franse Olympique Lyon actief in de Division 1 Féminine. Herlovsen kreeg ook een aanbieding van VfL Wolfsburg, maar besloot in te gaan op de Franse interesse. Ze maakte haar debuut voor de Olympique Lyon op 8 november 2009 door in te vallen in een 6-1 overwinning op Juvisy. Herlovsen kwam voor het eerst tot scoren voor de club in de Coupe de France op 7 maart 2010, waarin ze een brace maakte in een 9-0 overwinning op Muret. Met Olympique Lyon behaalde Herlovsen dat seizoen de finale van de Champions League, die verloren ging na penalty's tegen 1. FFC Turbine Potsdam. In het volgende seizoen kwam Herlovsen opnieuw uit met de club in de Champions League. In de winterstop van het seizoen 2011/12 keerde ze terug naar Noorwegen waar ze zich aansloot bij LSK Kvinner FK. Met deze club kende Herlovsen een succesvolle periode door viermaal kampioen te worden en drie keer de Noorse beker te winnen. In de seizoenen 2012, 2015 en 2018 was ze topscoorster van de Toppserien. In totaal kwam Herlovsen in deze periode 100 keer tot scoren voor LSK Kvinner FK.
In februari 2017 tekende Herlovsen een contract bij de Chinese voetbalclub Jiangsu Suning FC. Met de overstap was de hoogste transfersom ooit voor een Noorse voetbalspeelster gemoeid. Tegelijkertijd nam ze een pauze van het Noorse nationale team. In haar debuutwedstrijd voor de club kwam ze gelijk tot scoren. Met Jiangsu Suning FC werd Herlovsen Chinees kampioen en won ze de Chinese beker.
Herlovsen keerde in 2018 opnieuw terug naar Noorwegen waar ze zich voegde bij Våleranga. In haar debuutseizoen kwam ze 16 keer tot scoren en maakte ze zes doelpunten. Hierna ontstond onenigheid tussen hoofdtrainer Monica Knudsen en Herlovsen, waarna ze dreigde de club te verlaten en te stoppen met voetballen. In januari 2019 werd Herlovsen verhuurd aan haar eerste club Kolbotn IL waarmee het conflict werd opgelost. Na een seizoen keerde ze terug bij Vålerenga. In september 2020 kwamen Herlovsen en de club overeen het doorlopende contract te ontbinden. Vanwege motivatieproblemen besloot Herlovsen te stoppen met voetballen.
In 2021 keerde Herlovsen terug uit haar pensioen door te gaan voetballen voor Fredrikstad FK de derde divisie. Met deze club wist ze promotie naar de Noorse tweede divisie te bewerkstelligen, waarna ze het voetbal opnieuw vaarwel zei.

## Statistieken
| Seizoen | Club           | Land      | Competitie          | Wedstrijden | Doelpunten |
| ------- | -------------- | --------- | ------------------- | ----------- | ---------- |
| 2004    | Kolbotn IL     | Noorwegen | Toppserien          | 10          | 6          |
| 2005    | Kolbotn IL     | Noorwegen | Toppserien          | 18          | 13         |
| 2006    | Kolbotn IL     | Noorwegen | Toppserien          | 13          | 4          |
| 2007    | Kolbotn IL     | Noorwegen | Toppserien          | 19          | 5          |
| 2008    | Kolbotn IL     | Noorwegen | Toppserien          | 21          | 7          |
| 2009    | Kolbotn IL     | Noorwegen | Toppserien          | 15          | 12         |
| 2009/10 | Olympique Lyon | Frankrijk | Division 1 Féminine | 9           | 0          |
| 2010/11 | Olympique Lyon | Frankrijk | Division 1 Féminine | 4           | 3          |
| 2011    | LSK Kvinner FK | Noorwegen | Toppserien          | 16          | 6          |
| 2012    | LSK Kvinner FK | Noorwegen | Toppserien          | 22          | 22         |
| 2013    | LSK Kvinner FK | Noorwegen | Toppserien          | 17          | 5          |
| 2014    | LSK Kvinner FK | Noorwegen | Toppserien          | 20          | 14         |
| 2015    | LSK Kvinner FK | Noorwegen | Toppserien          | 12          | 19         |
| 2016    | LSK Kvinner FK | Noorwegen | Toppserien          | 21          | 30         |
| 2018    | Våleranga      | Noorwegen | Toppserien          | 19          | 6          |
| 2019    | Kolbotn IL     | Noorwegen | Toppserien          | 17          | 8          |
| 2020    | Våleranga      | Noorwegen | Toppserien          | 0           | 0          |
| Totaal  | Totaal         | Totaal    | Totaal              | 252         | 165        |

Laatste update: 14 februari 2025

## Interlandcarrière
Herlovsen kwam op zestienjarige leeftijd voor het eerst uit in het Noorse voetbalelftal. Een jaar later werd ze opgenomen in de Noorse selectie voor op het EK 2005, waarop ze de jongste speelster was. Ondanks haar jonge leeftijd wist Herlovsen al tweemaal tot scoren te komen op het toernooi. Haar eerste doelpunt, in een groepswedstrijd tegen Frankrijk, maakte haar de jongste doelpuntenmaakster ooit op het eindtoernooi. In de halve finale tegen Zweden kwam Herlovsen opnieuw tot scoren, waarmee ze haar land hielp met het behalen van de finale. Deze ging echter met 3-1 verloren tegen Duitsland.
Twee jaar later maakte Herlovsen eveneens onderdeel uit van de Noorse selectie op het WK 2007 in China. In de groepswedstrijd tegen Ghana maakte Herlovsen haar eerste doelpunt op een wereldkampioenschap. In de kwartfinale tegen gastland China maakte Herlovsen voor 50.000 toeschouwers het enige en winnende doelpunt. In de halve finale verloren Herlovsen en haar ploeggenoten opnieuw van Duitsland. Op de Olympische Spelen was Herlovsen opnieuw van de partij.
In augustus 2009 werd Herlovsen opgenomen in de Noorse selectie voor het EK 2009 in Finland. Herlovsen begon alle wedstrijd in de basis en haalde met haar land de finale, mede door een overwinning op Zweden. Herlovsen kwam in de finale tot scoren, haar enige doelpunt op het eindtoernooi, maar moest de toernooiwinst opnieuw aan Duitsland laten.
Herlovsen lastte vanaf februari 2017 een pauze in voor het Noorse team nadat ze een contract had getekend bij Jiangsu Suning FC in China. In oktober 2017 was ze terug bij de Noorse ploeg. Twee jaar later kwam Herlovsen met haar land uit op het WK 2019 in Frankrijk. Met een doelpunt in de achtste finales tegen Australië hielp ze haar land met het behalen van de kwartfinales. Deze ging met 3-0 verloren tegen Engeland.
Op 8 oktober 2019 werd Herlovsen topscoorster aller tijden van de Noorse ploeg door in haar 133ste interland haar 67ste interlanddoelpunt te maken. In deze wedstrijd, tegen de Faeröer Eilanden, maakte ze drie doelpunten in de 13-0 overwinning. Ze nam de titel over van Marianne Petersen, die het record zestien jaar op haar naam had staan.

## Privé
Herlovsen is woonachtig te Fredrikstad. Haar vader is Kai Erik Herlovsen, een voormalig Noorse internationaal voetbalspeler die onder andere in Duitsland speelde voor Borussia Mönchengladbach. Ze heeft een oudere zus en een jongere broer. In juli 2011 kwam Herlovsen naar buiten als lesbienne. Samen met haar partner Christine Porsmyr Olsen heeft ze een zoon.